# Kościół Zmartwychwstania Pańskiego w Białymstoku
Kościół pw. Zmartwychwstania Pańskiego w Białymstoku – zbudowany w latach 1991–1996 w stylu nawiązującym do baroku.
Z zewnątrz w zamierzeniu miał być wzorowany na nieistniejącym unickim kościele pw. Św. Apostołów Piotra i Pawła w Berezweczu na Białorusi (dawne województwo wileńskie), który był znakomitym przykładem baroku wileńskiego. Wewnątrz znajdują się malowidła (m.in. Ewangelistów, papieża Jana Pawła II, prymasa Polski kard. Józefa Glempa). Wybudowany z inicjatywy proboszcza – ks. prałata Tadeusza Krawczenki.

## Historia budowy
Parafia rzymskokatolicka pod wezwaniem Zmartwychwstania Pańskiego w Białymstoku została erygowana 24 VI 1990 roku przez biskupa Edwarda Kisiela, administratora apostolskiego Archidiecezji w Białymstoku. Proboszczem nowej parafii został mianowany ks. prałat Tadeusz Krawczenko, prokurator Archidiecezjalnego Wyższego Seminarium Duchownego w Białymstoku i budowniczy białostockiego Seminarium, a uprzednio także kościoła parafialnego w Narewce. Pierwszą świątynią parafii pod wezwaniem Zmartwychwstania Pańskiego został drewniany kościół na cmentarzu św. Rocha przy ul. Antoniuk Fabryczny, który zbudowano w roku 1946, a rozbudowany w 1990 roku.
Kościół parafialny pod wezwaniem Zmartwychwstania Pańskiego zbudowano w latach 1991–1996 staraniem ks. prałata Tadeusza Krawczenki i parafian. W zamiarach ideowych nowy kościół dla tej parafii miał upamiętniać wszystkich Polaków poległych z rąk najeźdźców. Dlatego też w kościele zostali upamiętnieni trzej kapłani archidiecezji wileńskiej zamordowani przez hitlerowców, dzisiaj już błogosławieni: Władysław Maćkowiak, Stanisław Pyrtek i Mieczysław Bohatkiewicz.

## Architektura zewnętrzna i wystrój wnętrz
Pierwotnie jako wzór architektoniczny miała posłużyć wysadzona przez Sowietów świątynia pobazyliańska z Berezwecza (dawne województwo wileńskie, obecnie Białoruś), będąca wyśmienitym przykładem architektury z kręgu baroku wileńskiego, jednak zrealizowany kościół w Białymstoku znacznie różni się od pierwowzoru, ponieważ w stosunku do oryginału brakuje zwielokrotnionych pilastrów w dolnej kondygnacji wież, pod- i nadokiennych płycin i boniowania, inne są elementy cokołów środkowego półokrągłego ryzalitu, wielkość nisz w środkowych kondygnacjach wież, nisze są pozamieniane z oknami, brakuje płyciny w szczycie fasady, różnią się spływy wolutowe, lukarny i hełmy. Projekt kościoła w Białymstoku sporządził mgr inż. arch. Michał Bałasz. Kościół można określić jako trzynawową neobarokową bazylikę z apsydą, zakrystią, kaplicą – Grobem Pańskim i chórem organowym, 2 wieżami i podpiwniczeniem. Jest także dolny kościół trzynawowy, halowy z apsydą i 2 zakrystiami. W partii wejściowej pod tarasem umieszczono Sanktuarium Gloria Victis i chwały obrońców Białegostoku z września 1939 roku.
Kościół zaczęto ozdabiać w roku 1997 (artysta rzeźbiarz dr hab. Jerzy Grygorczuk z Białegostoku i artysta malarz mgr sztuki Jerzy Pasternak z Krakowa). Konstruktorem kościoła był mgr inż. Wacław Pacuk, a kierownikami budowy: inż. bud. Jerzy Zdanowicz i inż. bud. Stanisław Rymar. Kościół parafialny pod wezwaniem Zmartwychwstania Pańskiego ma następujące parametry: szerokość – 29,30 m; długość (z tarasem i schodami wejściowymi) – 54,25 m; wysokość łącznie z wieżami – 50,00 m; łączna kubatura – 23820 m³; powierzchnia zabudowy – 1318,5 m². W uroczystościach kościelnych może uczestniczyć 1500 wiernych.
W roku 1999 spłonął drewniany kościół na cmentarzu św. Rocha. W jego miejsce ks. proboszcz prałat Tadeusz Krawczenko w latach 2000–2003 zbudował nowy kościół pod wezwaniem Wszystkich Świętych według projektu arch. mgr inż. Michała Bałasza. Świątynię wybudowano w duchu baroku. Ozdobili ją wyżej wspomniani artyści: dr hab. sztuki Jerzy Grygorczuk i mgr sztuki Jerzy Pasternak.
Abp Wojciech Ziemba, metropolita białostocki, swoim dekretem z dnia 27 VI 2005 roku (dekret wchodzi w życie 1 VII 2005 roku) erygował nową parafię rzymskokatolicką pod wezwaniem Wszystkich Świętych, wyłaniając jej teren z części parafii pod wezwaniem Zmartwychwstania Pańskiego i parafii pod wezwaniem św. Kazimierza Królewicza. Pierwszym proboszczem nowej parafii został mianowany ks. prałat Tadeusz Krawczenko, natomiast proboszczem parafii pod wezwaniem Zmartwychwstania Pańskiego został ks. prałat dr Stanisław Hołodok.

## Wnętrze świątyni – galeria

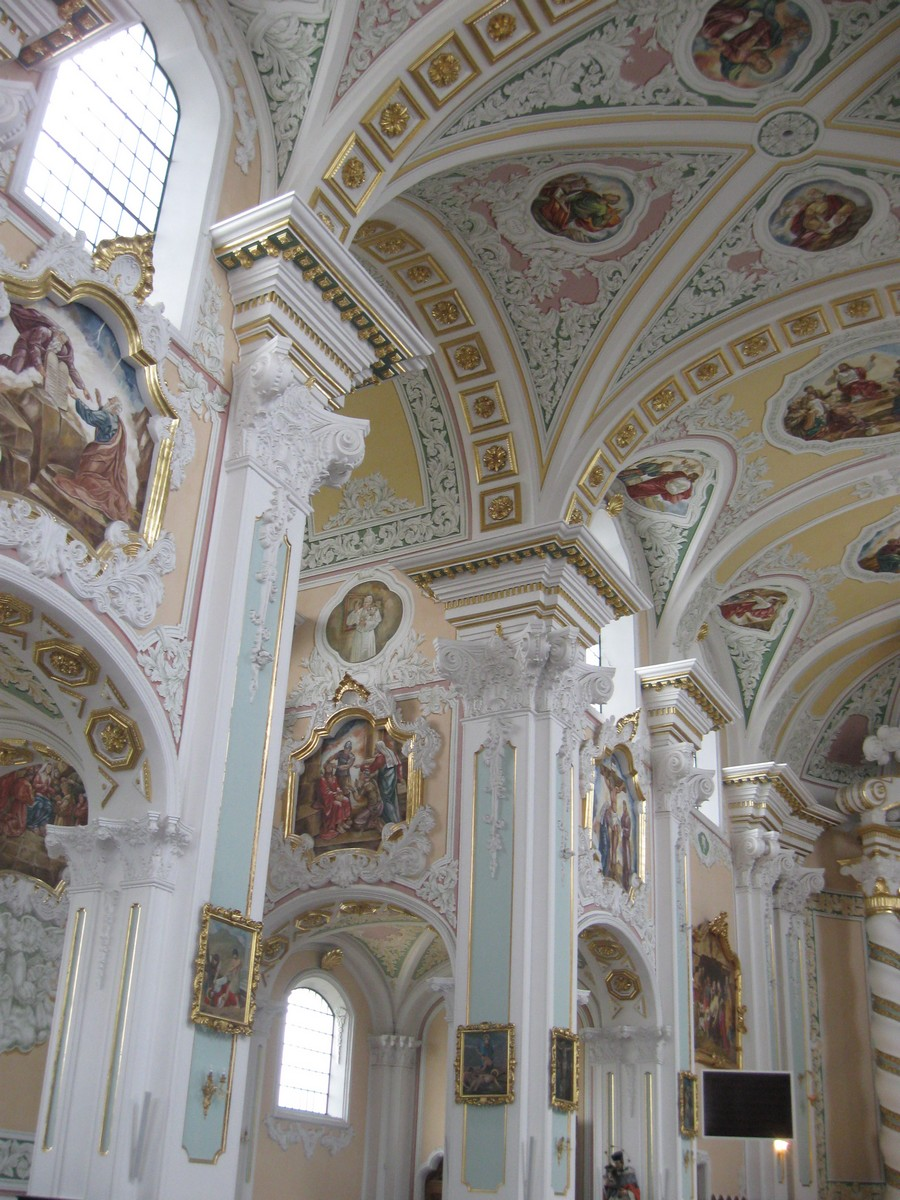
Nawa lewa
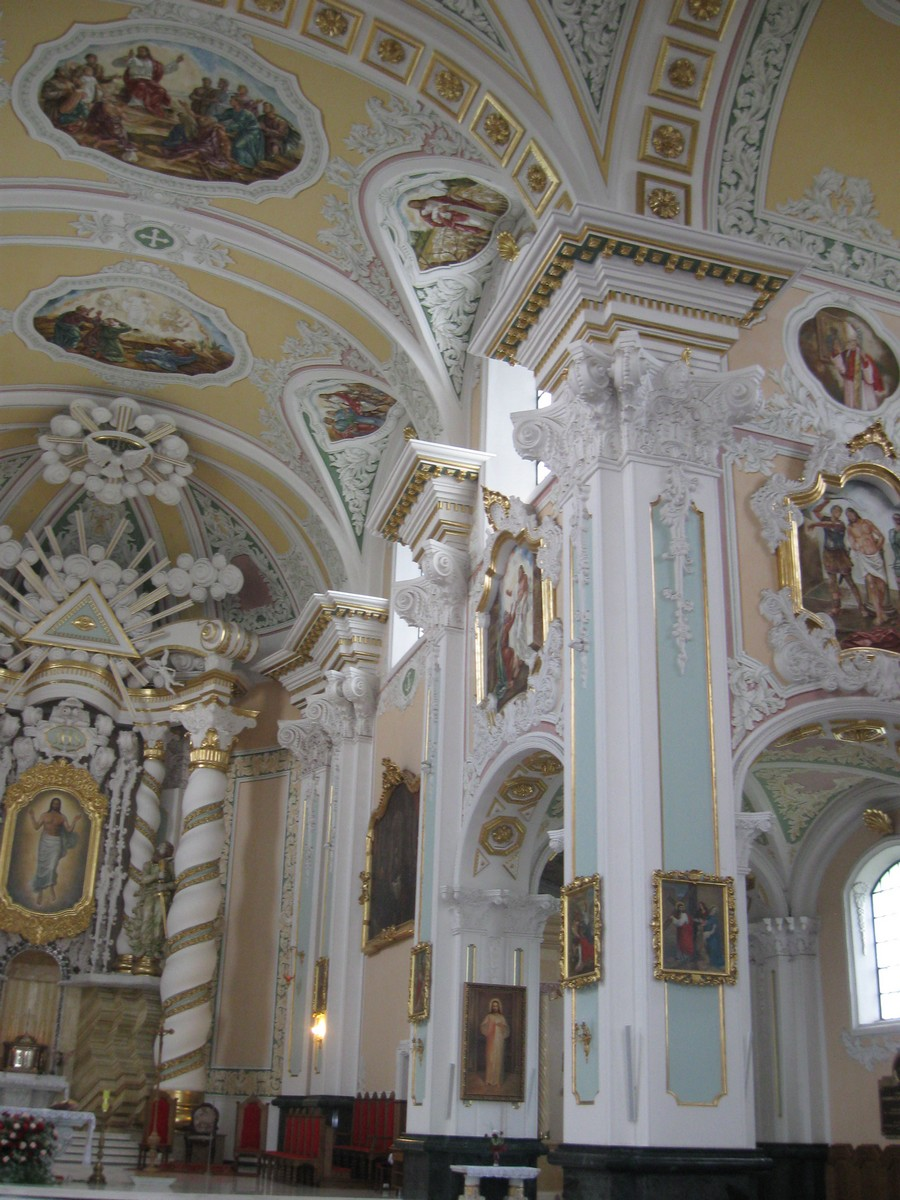
Nawa prawa
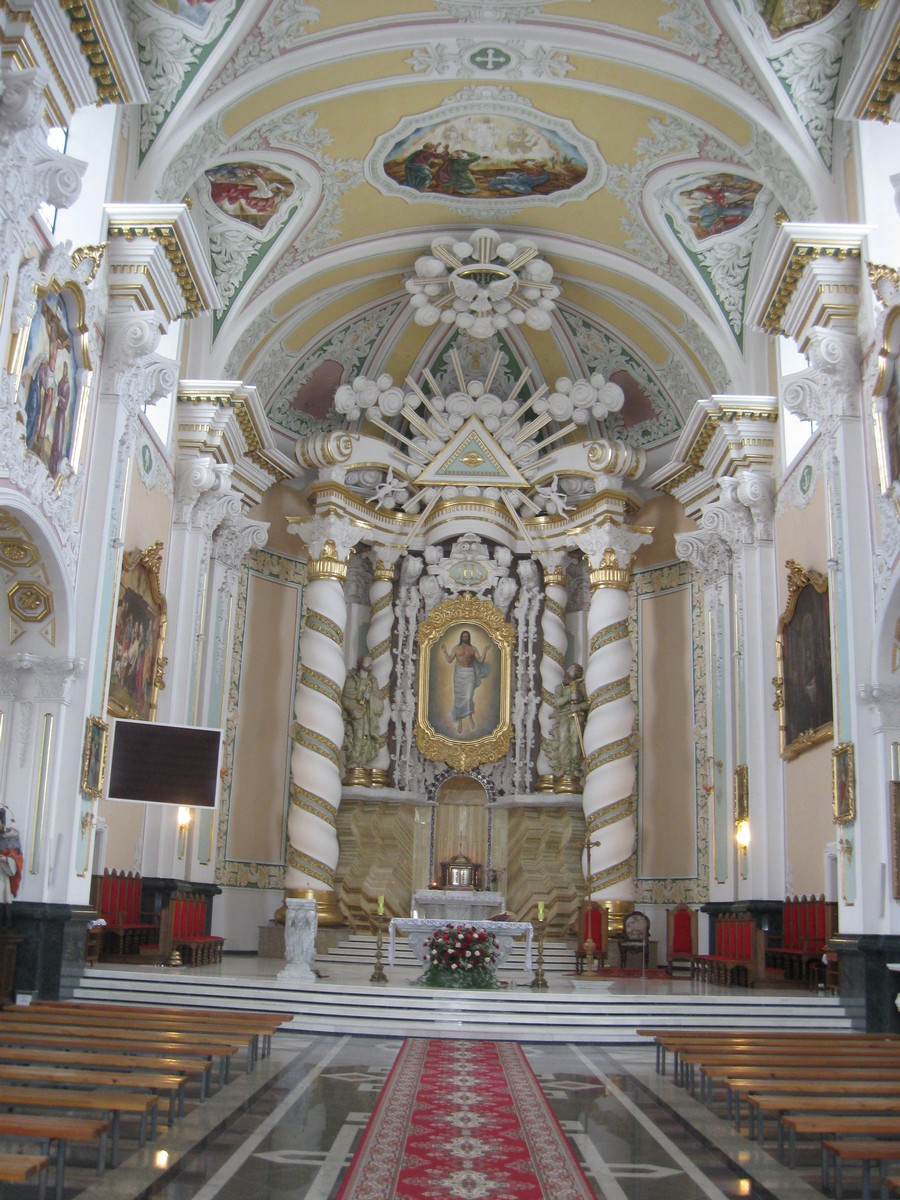
Ołtarz w nawie głównej
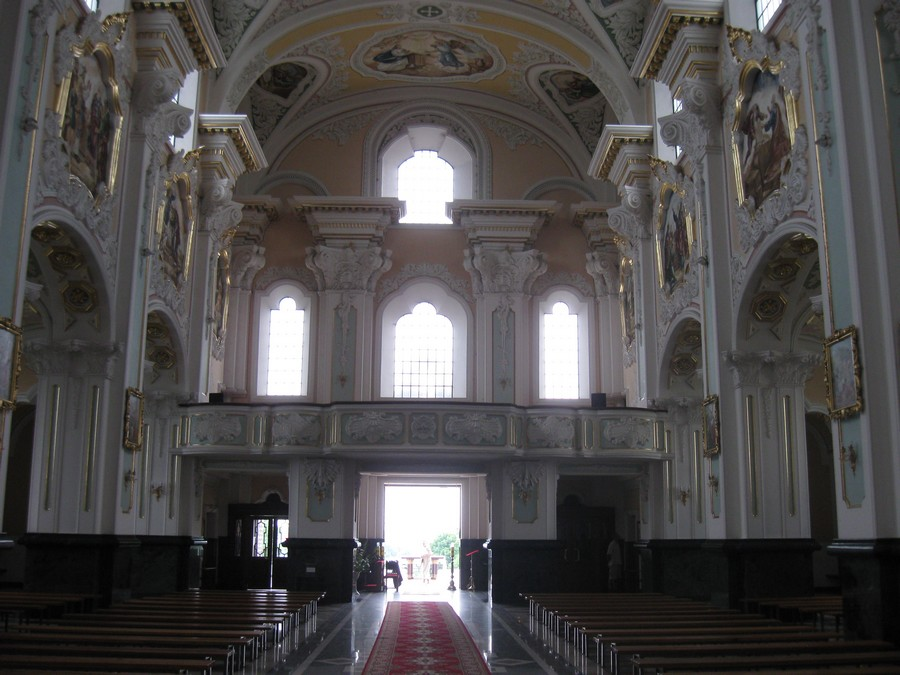
Widok na chór